# Contra-compositie IV
Contra-compositie IV (Duits: Kontra-Komposition IV, Engels: Counter-Composition IV, Frans: Contre-composition IV, Italiaans: Contro-Composizione IV) is een schilderij van de Nederlandse schilder en De Stijl-voorman, Theo van Doesburg.

## Beschrijving

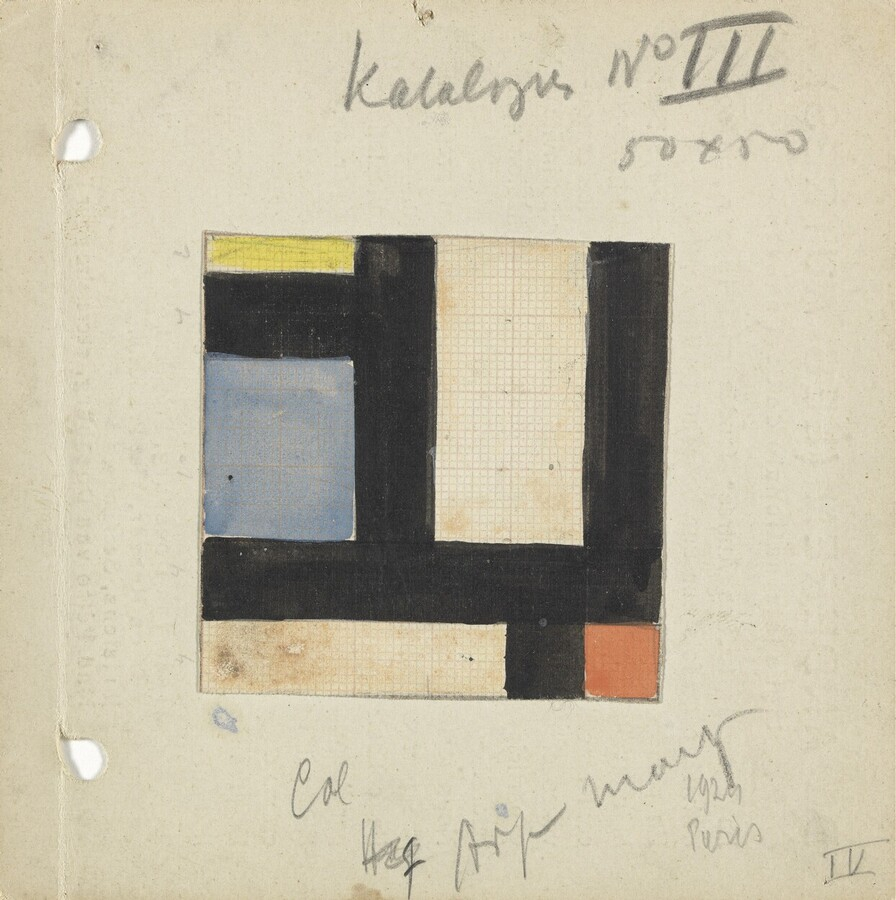
Theo van Doesburg. Studie voor Contra-compositie IV. 1924. Potlood en gouache op papier bevestigd op karton. 11,5 × 12 cm. Otterlo, Kröller-Müller Museum.

Contra-compositie IV is het derde schilderij in de serie contra-composities, waarmee Theo van Doesburg in 1924 begon. Hij noemde het zelf daarom aanvankelijk Contra-compositie III. In het boekje Unique studies for Compositions, waarin Van Doesburg alle voorstudies van zijn contra-composities opnam en van nummers verzag, komt het echter voor als vierde.
Eind 1923 vond in Parijs een architectuurtentoonstelling van De Stijl plaats. Voor deze tentoonstelling voorzag Van Doesburg een ontwerp voor een universiteit in Amsterdam van de architect Cor van Eesteren van kleurontwerpen. Eén van deze ontwerpen, een ontwerp voor een plafond uitgevoerd in beton en steenglas, vertoont linksboven overeenkomsten met Contra-compositie IV. Het is niet onmogelijk dat dit ontwerp ten grondslag ligt aan het schilderij. Van Doesburg gebruikte vaker dit soort ontwerpen voor zelfstandige kunstwerken. Een tweede voorbeeld hiervan is Compositie (IX).

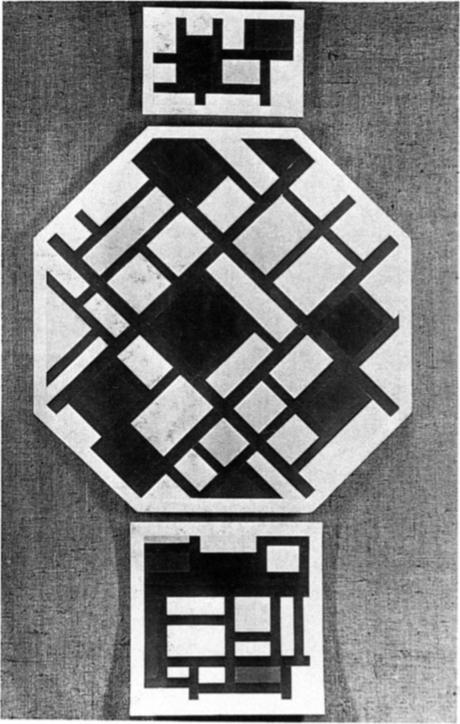
Theo van Doesburg. Kleurontwerp plafond Universiteitshal. 1923. Huidige verblijfplaats onbekend.

## Herkomst
De huidige verplijfplaats van Contra-compositie IV is onbekend. Het werd voor het laatst gesignaleerd op de veiling bij veilinghuis Sotheby's in Londen op 3 december 1985. Hiervoor was het echtereenvolgens in het bezit van de beeldhouwer François Arp (de broer van de kunstenaar Hans Arp) zijn vrouw Mary Arp en hun dochter Ruth Tillard-Arp. Volgens het archief Fondation Arp kreeg François Arp het omstreeks 1927 cadeau van Van Doesburg.

## Tentoonstellingen
Contra-compositie IV maakte deel uit van de volgende tentoonstellingen:
- Works by Leger, (...), Theo van Doesburg, maart-11 april 1925, The Little Review Gallery (van Jane Heap), New York (?).
- Groepstentoonstelling, april-mei 1926, The Little Review Gallery, New York (?).
- Theo van Doesburg, 13 december 1968-26 januari 1969, Van Abbemuseum, Eindhoven.
- Theo van Doesburg, 17 februari-23 maart 1969, Gemeentemuseum Den Haag.
- Theo van Doesburg 1883-1931, 18 april-1 juni 1969, Kunsthalle Neurenberg, Marientor.
- Konstruktive Kunst, 9 augustus-7 september 1969, Kunsthalle Bazel.